# 參議院議員通常選舉
參議院議員通常選舉（日语：／ sangiin giin tsūjō senkyo */?）是日本國政選舉的一部份，為每3年定期改選參議院議席的選舉，每屆選舉改選參議院半數議席，每屆議員任期均為6年。最近一次選舉於2025年7月20日舉行。

## 資格
- 選舉資格：18歲以上的日本國民。
- 被選舉資格：30歲以上的日本國民。

## 現在的選舉方式
採用單一選區兩票制之並立制，部分選區為複數選區。每隔3年對全體席位的半數進行一次改選。多數制部分以各都道府縣作為選區，每選區選出一至六名議員；比例代表制部分以全國為單一選區選舉，採开放名单，設有2%的選舉門檻。候選人可以同時參加兩種選舉方式，但不能在這兩種方法下同時成為當選人（雙重提名）。

### 开放名单選舉方式
與採用封閉名單的眾議院議員總選舉不同。參議院選舉中選民可以投票給候選人或政黨，各政黨得票數為政黨票與該黨候選人的個人票合計，各政黨的當選者則按照候選人個人得票數決定當選順序。
2019年參議院改選時，又引入封閉名單元素，即政黨可以指定某些候選人作為優先當選者，其他人選則按照選民對候選人個人的投票數多寡而決定是否當選。

## 過去的選舉方式
最初參議院由全國區和地方區分別選出，全國區的用意在於選出全國範圍內具優良學識者，但是全國區也造成候選人選舉難度過大，容易淪為金錢選舉，僅對大型團體有利。另外由於選區是全國，候選人必須獲得數倍於地方區的選票才能當選，導致選票不等值問題。因為上述問題，全國區又被揶揄為「殘酷區」 、「錢酷區」(發音相似)。最終在1983年改為封閉名單的比例代表制，2001年再改為开放名单比例代表制。

## 日本參議院議員通常選舉一覽
理論上，每12年會眾參兩院會在同一年甚至同一日進行選舉。但是上次同日已經是1986年7月6日。
| 屆數   | 投票日                    | 禮拜   | 投票率 | 議席 | 改選 | 做滿任期日                | 備註                                                                                             |
| ------ | ------------------------- | ------ | ------ | ---- | ---- | ------------------------- | ------------------------------------------------------------------------------------------------ |
| 第1回  | 1947年（昭和22年）4月20日 | 星期日 | 61.12% | 250  | －   | 1953年（昭和28年）5月2日  | 半数（下位當選者）於1950年（昭和25年）5月2日就完結任期 （日本国憲法第102条以及相關法規下的特例） |
| 第2回  | 1950年（昭和25年）6月4日  | 星期日 | 72.19% | 250  | 125  | 1956年（昭和31年）6月3日  | 任期屆滿後選舉                                                                                   |
| 第3回  | 1953年（昭和28年）4月24日 | 星期五 | 63.18% | 250  | 125  | 1959年（昭和34年）5月2日  |                                                                                                  |
| 第4回  | 1956年（昭和31年）7月8日  | 星期日 | 62.11% | 250  | 125  | 1962年（昭和37年）7月7日  | 任期屆滿後選舉                                                                                   |
| 第5回  | 1959年（昭和34年）6月2日  | 星期二 | 58.75% | 250  | 125  | 1965年（昭和40年）6月1日  | 任期屆滿後選舉                                                                                   |
| 第6回  | 1962年（昭和37年）7月1日  | 星期日 | 68.22% | 250  | 125  | 1968年（昭和43年）7月7日  |                                                                                                  |
| 第7回  | 1965年（昭和40年）7月4日  | 星期日 | 67.02% | 250  | 125  | 1971年（昭和46年）7月3日  | 任期屆滿後選舉                                                                                   |
| 第8回  | 1968年（昭和43年）7月7日  | 星期日 | 68.94% | 250  | 125  | 1974年（昭和49年）7月7日  |                                                                                                  |
| 第9回  | 1971年（昭和46年）6月27日 | 星期日 | 59.24% | 251  | 126  | 1977年（昭和52年）7月3日  |                                                                                                  |
| 第10回 | 1974年（昭和49年）7月7日  | 星期日 | 73.20% | 252  | 126  | 1980年（昭和55年）7月7日  |                                                                                                  |
| 第11回 | 1977年（昭和52年）7月10日 | 星期日 | 68.49% | 252  | 126  | 1983年（昭和58年）7月9日  | 任期屆滿後選舉                                                                                   |
| 第12回 | 1980年（昭和55年）6月22日 | 星期日 | 75.54% | 252  | 126  | 1986年（昭和61年）7月7日  | 眾參同日選舉（第36屆日本眾議院議員總選舉）                                                       |
| 第13回 | 1983年（昭和58年）6月26日 | 星期日 | 57.00% | 252  | 126  | 1989年（平成元年）7月9日  |                                                                                                  |
| 第14回 | 1986年（昭和61年）7月6日  | 星期日 | 71.36% | 252  | 126  | 1992年（平成4年）7月7日   | 衆参同日選舉（第38屆日本眾議院議員總選舉）                                                       |
| 第15回 | 1989年（平成元年）7月23日 | 星期日 | 65.02% | 252  | 126  | 1995年（平成7年）7月22日  | 任期屆滿後選舉                                                                                   |
| 第16回 | 1992年（平成4年）7月26日  | 星期日 | 50.72% | 252  | 126  | 1998年（平成10年）7月25日 | 任期屆滿後選舉                                                                                   |
| 第17回 | 1995年（平成7年）7月23日  | 星期日 | 44.52% | 252  | 126  | 2001年（平成13年）7月22日 | 任期屆滿後選舉                                                                                   |
| 第18回 | 1998年（平成10年）7月12日 | 星期日 | 58.84% | 252  | 126  | 2004年（平成16年）7月25日 |                                                                                                  |
| 第19回 | 2001年（平成13年）7月29日 | 星期日 | 56.44% | 247  | 121  | 2007年（平成19年）7月28日 | 任期屆滿後選舉                                                                                   |
| 第20回 | 2004年（平成16年）7月11日 | 星期日 | 56.57% | 242  | 121  | 2010年（平成22年）7月25日 |                                                                                                  |
| 第21回 | 2007年（平成19年）7月29日 | 星期日 | 58.64% | 242  | 121  | 2013年（平成25年）7月28日 | 任期屆滿後選舉                                                                                   |
| 第22回 | 2010年（平成22年）7月11日 | 星期日 | 57.92% | 242  | 121  | 2016年（平成28年）7月25日 |                                                                                                  |
| 第23回 | 2013年（平成25年）7月21日 | 星期日 | 52.61% | 242  | 121  | 2019年（令和元年）7月28日 |                                                                                                  |
| 第24回 | 2016年（平成28年）7月10日 | 星期日 | 54.70% | 242  | 121  | 2022年（令和4年）7月25日  | 日本將選舉權下修至18歳後的首次參議院通常選舉 鳥取縣和島根縣、德島縣和高知縣合併選區              |
| 第25回 | 2019年（令和元年）7月21日 | 星期日 | 48.80% | 245  | 124  | 2025年（令和7年）7月28日  |                                                                                                  |
| 第26回 | 2022年（令和4年）7月10日  | 星期日 | 52.05% | 248  | 124  | 2028年（令和10年）7月25日 | 前首相安倍晉三於8日在奈良遭槍擊身亡，投票率大增，事發地奈良縣投票率為55.90%                      |
| 第27回 | 2025年（令和7年）7月20日  | 星期日 | 58.51% | 248  | 124  | 2031年（令和13年）        |                                                                                                  |

## 外部連結
- 参议院（页面存档备份，存于）